# Campeonato Africano de Voleibol Femenino Sub-20 de 2006
La XI edición del Campeonato Africano de Voleibol Femenino Sub-20 se llevó a cabo en Egipto del 16 al 20 de septiembre. Los equipos nacionales compitieron por un cupo para el Campeonato Mundial de Voleibol Femenino Sub-20 de 2007 a realizarse en Tailandia.  

## Equipos participantes
- Egipto
- Seychelles
- Senegal
- Túnez
- Nigeria

## Grupo

### Resultados
| Fecha    | Encuentro            | Resultado | Set   | Set   | Set   | Set   | Set   | Puntuación total |
| Fecha    | Encuentro            | Resultado | 1     | 2     | 3     | 4     | 5     | Puntuación total |
| -------- | -------------------- | --------- | ----- | ----- | ----- | ----- | ----- | ---------------- |
| 16-09-06 | Egipto - Seychelles  | 3-0       | 25-11 | 25-09 | 25-16 |       |       | 75-36            |
| 16-09-06 | Túnez - Nigeria      | 3-1       | 25-23 | 24-26 | 25-13 | 25-13 |       | 99-75            |
| 17-09-06 | Nigeria - Egipto     | 0-3       | 13-25 | 13-25 | 20-25 |       |       | 46-75            |
| 17-09-06 | Túnez - Senegal      | 3-0       | 25-18 | 25-18 | 25-20 |       |       | 75-56            |
| 18-09-06 | Seychelles - Nigeria | 3-0       | 25-19 | 25-20 | 25-20 |       |       | 75-59            |
| 18-09-06 | Senegal - Egipto     | 0-3       | 09-25 | 15-25 | 16-25 |       |       | 40-75            |
| 19-09-06 | Senegal - Seychelles | 2-3       | 25-17 | 25-23 | 11-25 | 15-25 | 14-16 | 90-106           |
| 19-09-06 | Egipto - Túnez       | 3-2       | 25-22 | 22-25 | 25-19 | 24-26 | 15-09 | 111-101          |
| 20-09-06 | Senegal - Nigeria    | 3-1       | 11-25 | 25-21 | 25-23 | 25-21 |       | 86-90            |
| 20-09-06 | Túnez - Seychelles   | 2-3       | 25-20 | 23-25 | 22-25 | 25-16 | 13-15 | 108-101          |

### Clasificación
| Pos | Equipo     | PJ | PG | PP | SG | SP | PTS |
| --- | ---------- | -- | -- | -- | -- | -- | --- |
| 1   | Egipto     | 4  | 4  | 0  | 12 | 2  | 11  |
| 2   | Seychelles | 4  | 3  | 1  | 9  | 7  | 7   |
| 3   | Túnez      | 4  | 2  | 2  | 10 | 7  | 8   |
| 4   | Senegal    | 4  | 1  | 3  | 5  | 10 | 4   |
| 5   | Nigeria    | 4  | 0  | 4  | 2  | 12 | 0   |

## Distinciones individuales
| Distinción      | Nombre         | Equipo     |
| --------------- | -------------- | ---------- |
| MVP             | Nada Ayman     | Egipto     |
| Mejor ataque    | Marwa Yassin   | Egipto     |
| Mejor bloqueo   | Hagar Badr     | Egipto     |
| Mejor servicio  | Maya Jione     | Seychelles |
| Mejor armadora  | Marwa Barhoumi | Túnez      |
| Mejor recepción | Nahla Sameh    | Egipto     |
| Mejor líbero    | Ranya Gouini   | Túnez      |

| Predecesor: Nigeria 2004 | Campeonato Africano de Voleibol Femenino Sub-20 Egipto 2006 | Sucesor: Kenia 2008 |